# Akishige Kaneda
Akishige Kaneda (兼田 亜季重 Kaneda Akishige?, nacido el 26 de febrero de 1990 en Hiroshima) es un exfutbolista japonés que se desempeñaba como guardameta.

## Trayectoria

### Clubes
| Club              | País  | Año         |
| ----------------- | ----- | ----------- |
| Ehime FC          | Japón | 2008 - 2013 |
| Montedio Yamagata | Japón | 2014 - 2015 |
| Avispa Fukuoka    | Japón | 2016 - 2017 |
| Oita Trinita      | Japón | 2018        |

## Estadística de carrera

### J. League
| Club              | Año   | J. League | J. League | Copa J. League | Copa J. League | Total | Total |
| Club              | Año   | Part.     | Goles     | Part.          | Goles          | Part. | Goles |
| ----------------- | ----- | --------- | --------- | -------------- | -------------- | ----- | ----- |
| Ehime FC          | 2008  | 0         | 0         | -              | -              | 0     | 0     |
| Ehime FC          | 2009  | 0         | 0         | -              | -              | 0     | 0     |
| Ehime FC          | 2010  | 0         | 0         | -              | -              | 0     | 0     |
| Ehime FC          | 2011  | 2         | 0         | -              | -              | 2     | 0     |
| Ehime FC          | 2012  | 0         | 0         | -              | -              | 0     | 0     |
| Ehime FC          | 2013  | 1         | 0         | -              | -              | 1     | 0     |
| Montedio Yamagata | 2014  | 3         | 0         | -              | -              | 3     | 0     |
| Montedio Yamagata | 2015  | 0         | 0         | 0              | 0              | 0     | 0     |
| Avispa Fukuoka    | 2016  | 1         | 0         | 0              | 0              | 1     | 0     |
| Avispa Fukuoka    | 2017  | 14        | 0         | -              | -              | 14    | 0     |
| Total             | Total | 21        | 0         | 0              | 0              | 21    | 0     |